# K-Y Gel

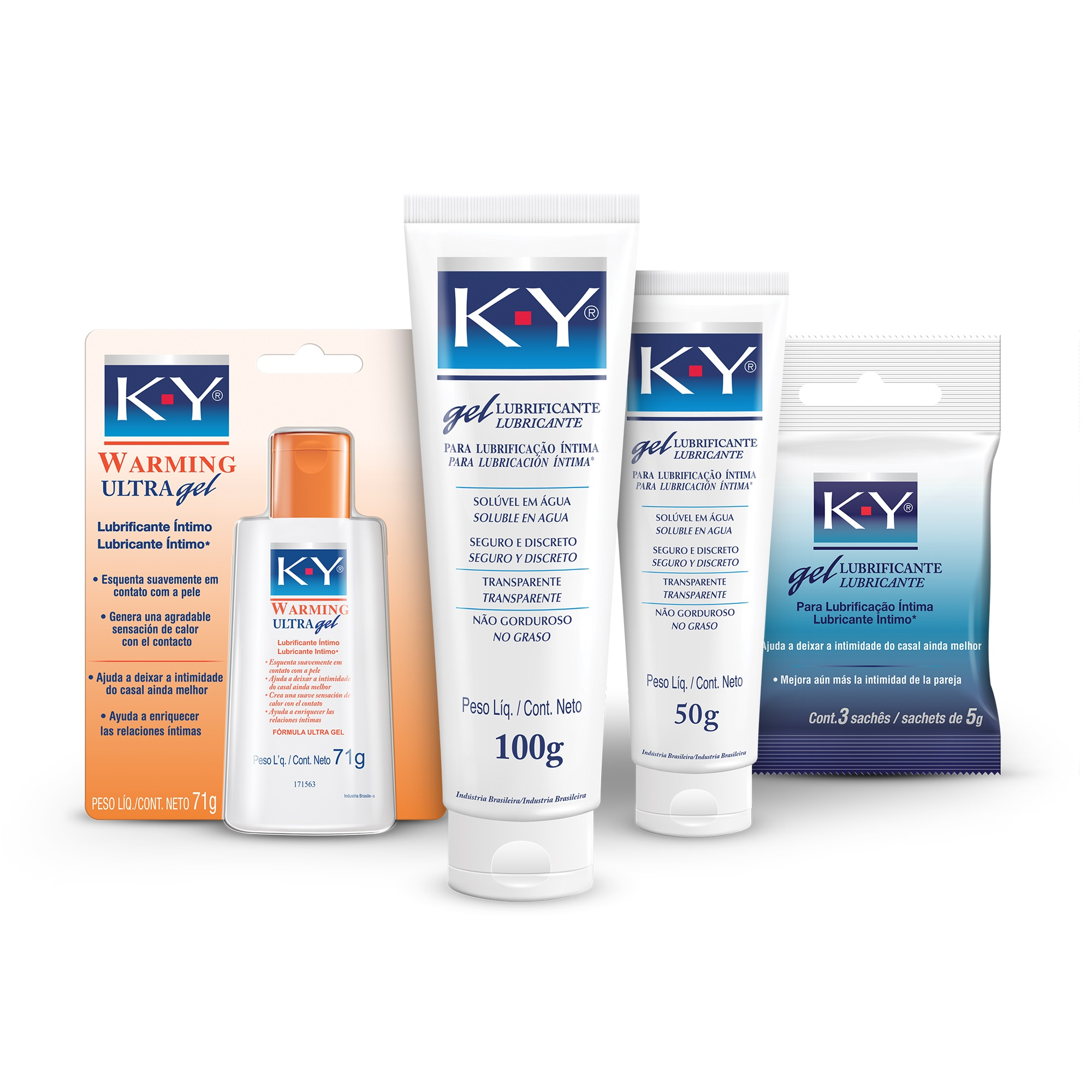
K-Y^{®} lubrificantes íntimos

K-Y Gel (nos países anglófonos, K-Y Jelly) é um lubrificante íntimo feito à base de água, fabricado originalmente pela Johnson & Johnson. Destina-se fundamentalmente a ser utilizado em exames ginecológicos, mas devido à facilidade da sua compra em farmácias ou drogarias, ganhou grande popularidade como lubrificante para o ato sexual, principalmente quando há secura vaginal, ou para a prática do sexo anal e masturbação.
A empresa Reckitt Benckiser, em 2014, comprou a marca globalmente em 2014, e no início de 2017, a empresa brasileira Semina, fabricante de produtos de saúde reprodutiva, bem-estar sexual e amamentação, adquiriu a marca K-Y Gel somente no mercado brasileiro, para que o CADE aprovasse a compra das marcas de preservativo Jontex, Olla e Lovetex da Hypermarcas pela Reckitt Benckiser.